# Craugastor monnichorum
Craugastor monnichorum es una especie de anuros en la familia Craugastoridae.

## Distribución geográfica y hábitat
Es endémica de Panamá.